# Winchester Model 1894

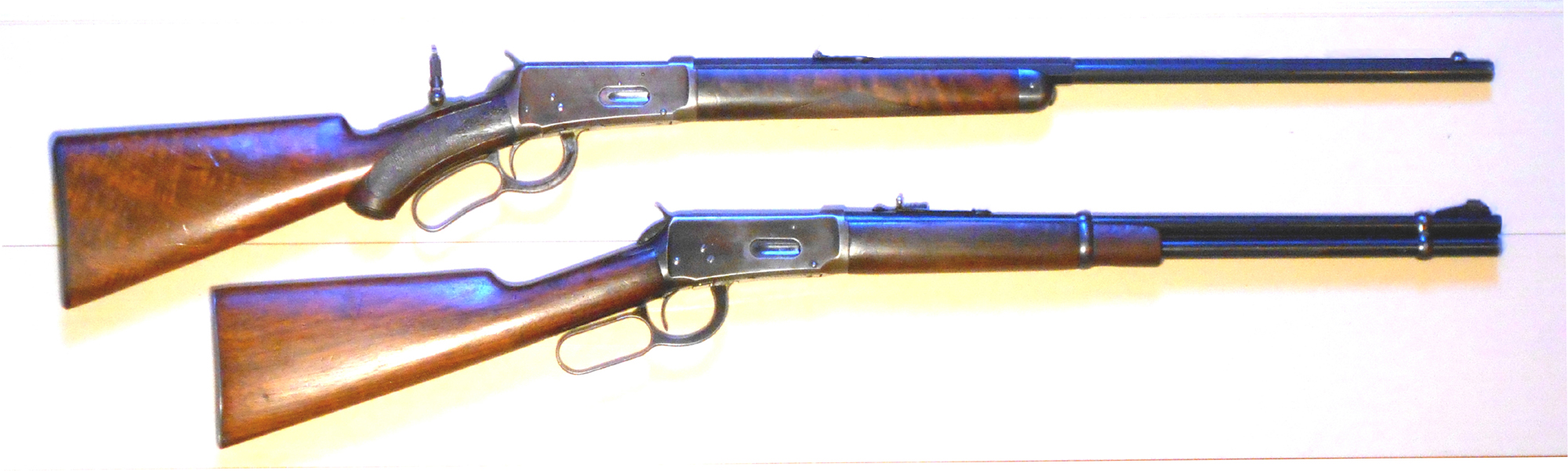
Duas variantes do Winchester Model 1894:
acima um rifle com cano de 24 polegadas e empunhadura zigrinada fabricado em 1896;
abaixo uma carabina 1894 fabricada em 1948.

O Winchester Model 1894, também conhecido como Winchester 94 ou apenas Model 94, é um rifle de repetição por ação de alavanca projetado por John Browning em 1894, tornou-se um dos mais famosos e populares rifles de caça de todos os tempos.

## Histórico

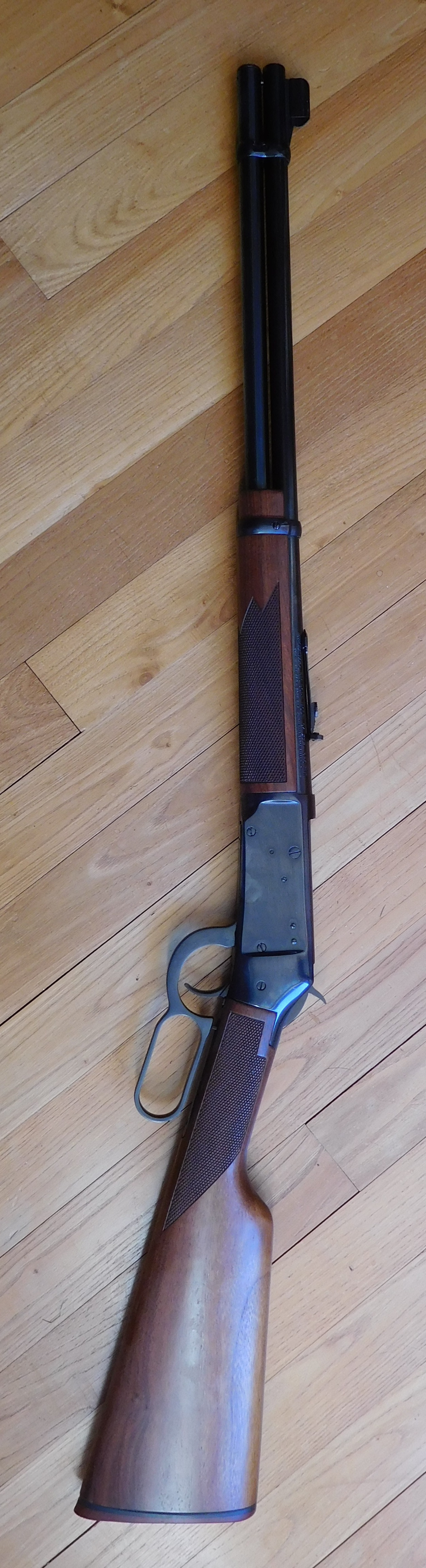
Um Winchester 94 XTR no calibre .375.

O Winchester Model 1894, foi originalmente lançado para os calibres: .32-40 e .38-55, mas também foi o primeiro rifle a suportar cartuchos de pólvora sem fumaça, o .30-30 em 1895. Em 1901, a Winchester criou o calibre .32 WS, com a produção de rifles para ele tendo iniciando em 1902.
O Model 1894, foi produzido pela Winchester Repeating Arms Company até 1980, quando passou a ser produzido pela U.S. Repeating Arms sob a marca Winchester até que eles suspenderam a produção de rifles em 2006. O Model 1894 foi referenciado como o "projeto definitivo por ação de alavanca" por historiadores de armas de fogo como R.L. Wilson e Hal Herring. O Model 1894 é o rifle que fez da marca "Winchester", uma associação direta para se referir a todos os rifles desse tipo, e foi o primeiro rifle esportivo comercial a vender mais de 7.000.000 de unidades.

## Visão geral
O Winchester Model 1894 foi o primeiro rifle de repetição comercial americano construído para ser usado com pólvora sem fumaça. O 1894 foi originalmente lançado com duas diferentes variantes de câmaras para disparar 2 cartuchos metálicos de pólvora negra, o .32-40 Winchester e o .38-55 Winchester. Em 1895, a Winchester passou a usar para uma composição de aço diferente para a fabricação de rifles que podia lidar com cartuchos de pressão mais alta e ofereceu o rifle em .25-35 Winchester e .30-30 Winchester. O .30-30 Winchester (ou .30 WCF de "Winchester Centerfire"), é o cartucho que se tornou sinônimo doModel 94. A partir de 1899, o Model 94 passou a suportar também o cartucho .32 Winchester Special.
A combinação de grande poder de fogo do Model 94 em um pacote compacto, leve, confortável de carregar e de tiro rápido o tornou um rifle de caça extremamente popular, especialmente para cervos de cauda branca nas densas florestas do Leste dos Estados Unidos, onde a maioria dos animais é morta a distâncias relativamente curtas. Como resultado, foi o primeiro rifle esportivo a vender mais de 7.000.000 de unidades. O milionésimo Model 94 foi dado ao presidente Calvin Coolidge em 1927, o rifle de numeração 1.500.000 ao presidente Harry S. Truman em 8 de maio de 1948 e a unidade dois milhões foi dada ao presidente Dwight D. Eisenhower em 1953.
O governo dos Estados Unidos comprou 1.800 unidades comerciais do Model 94 com 50.000 cartuchos .30-30 durante a Primeira Guerra Mundial. Esses rifles na faixa de números de série de 835800 a 852500 foram marcados no topo do anel receptor com a figura de uma bomba em chamas e "U.S." Os rifles destinavam-se ao pessoal do "United States Army Signal Corps" estacionado no Noroeste do Pacífico para evitar que as greves trabalhistas interrompessem a fabricação de madeira de Sitka Spruce para emoldurar a fuselagem e as asas de aeronaves militares. Os rifles foram vendidos como excedente militar após a guerra. Para liberar os rifles Lee–Enfield para uso da infantaria, a Marinha Real comprou aproximadamente 5.000 rifles Model 94 calibre .30-30 em 1914 para serviço de guarda a bordo e detonação de minas. A França comprou 15.100 carabinas Model 94 equipadas com um zarelho no lado esquerdo da coronha para fixar a bandoleira, e com gradações métricas na mira traseira modelo "No. 44A". Essas carabinas francesas foram fornecidas para estafetas motociclistas, tropas de artilharia, pessoal ferroviário de trincheiras e algumas unidades de balão. Alguns desses rifles adquiriram marcas de prova de teste belgas quando vendidos como excedente através da Bélgica. Os exemplares do Reino Unido, capturados pela Wehrmacht foram designados como "Gewehr 248 (e)".
O Model 94 foi usado novamente na Segunda Guerra Mundial nas mãos dos Rangers canadenses da costa do Pacífico, que os utilizaram para defender a costa oeste do Canadá dos invasores japoneses. O Model 94 ao longo de sua longa história incluiu o "Winchester Model 55", produzido de 1924 a 1932 com cano de 24 polegadas (610 mm), e o "Winchester Model 64", produzido de 1933 a 1957 em comprimentos de cano de 20, 24 e 26 polegadas (660 mm). De 1964 a 1980, uma versão da carabina Model 94 também foi vendida pela Sears como "Ted Williams Model 100", como parte do acordo de marketing da Sears com a Winchester e o astro do beisebol aposentado.
Em meados de 1964, a fabricação do Model 94 foi alterada para tornar a produção da arma de fogo mais barata. Geralmente chamados de modelos "pré-64", as versões anteriores possuem um preço premium em relação aos rifles "pós-64". O número limitado de modelos da produção inicial de 1964 produzidos antes da mudança são considerados bastante desejáveis, já que são considerados por muitos como representando o fim de uma era.
O design do Model 94 permitia a "ciclagem" de cartuchos mais longos do que as carabinas Winchester Model 1892 permitiam. Quando a alavanca é puxada para baixo, ela traz a parte inferior do receptor com ela, abrindo mais espaço e permitindo que um cartucho mais longo seja alimentado sem necessidade de alongar o receptor. O mecanismo é complexo, mas muito confiável. A desmontagem completa do mecanismo de ação é uma tarefa de vários estágios que deve ser realizada em uma sequência precisa. No entanto, raramente é necessário desmontar completamente o mecanismo de ação. O maior cartucho que a ação do Model 94 pode acomodar é o .450 Marlin, que foi utilizado em alguns rifles personalizados e na "Timber Carbine" de curta duração que usava um receptor "big bore" do Model 94 reforçado.
Décadas após a extinção do Winchester 1892, os Winchester Model 1894 foram fabricados em calibres típicos de revólver, como .38 Special/.357 Magnum, .44 Special/.44 Magnum, .45 Colt, .38-40 Winchester e .44-40 Winchester. Normalmente, o carregador tubular é capaz de conter de 9 a 13 cartuchos desses calibres de revólver. A capacidade do carregador depende do comprimento do cano, já que o carregador tubular sob ele normalmente cobre todo o seu comprimento.
Calibres de revólver são preferidos pelos modernos praticantes do Cowboy Action Shooting, pois permitem um tipo de munição para rifle e revólver. Uma combinação típica seria um Colt 1873 (Colt Peacemaker ou clone) e um Winchester 1894 capaz de disparar o mesmo tipo de munição. A ação do 1894, projetada para cartuchos de rifle de pólvora sem fumaça, é muito mais forte do que a ação dos Winchesters (Modelos 1866, 1873, 1876) que foram baseados no sistema de articulação de alavanca de Benjamin Henry e podem facilmente lidar com cartuchos de revólver modernos de alta pressão, como o .44 Magnum.
De 1984 a 1997, a carabina de ejeção angular Modelo 94 de 20" de cano e o rifle XTR de 24" foram oferecidos para o cartucho 7-30 Waters (um estojo .30-30 melhorado com "pescoço" redutor para uma bala de 7 mm). Em 2003, o rifle foi oferecido na versão escopeta no calibre .410 e denominado "Winchester Model 9410".
Em 1983, o Winchester 1894 detém o recorde de rifle de alta potência mais vendido na história dos Estados Unidos.
A produção nos EUA foi interrompida em 2006. Na época, havia 14 versões do Model 94 no catálogo Winchester. Em 2010, a Winchester Repeating Arms reintroduziu o Model 94 em duas versões de edição limitada para comemorar o 200º aniversário do nascimento de Oliver F. Winchester em Boston, Massachusetts na região da Nova Inglaterra em 1810.

## Alterações de design
Três grandes mudanças foram feitas no projeto e construção do Winchester 1894 desde a Segunda Guerra Mundial, todas ligadas a grandes mudanças na liderança e direção corporativa da Winchester. A primeira e maior veio em 1964, após a renúncia em 1963 do entusiasta por armas de fogo John M. Olin da presidência da empresa que ele fundou, a Olin Corporation. A segunda veio em 1982, após a venda da fábrica da Winchester pela Olin em 1981 para seus funcionários, que formaram a U.S. Repeating Arms Company (USRAC). A terceira em 1992, após a falência da USRAC em 1989 e sua subsequente compra pela FN Herstal, que pretendia comercializar armas Winchester em todo o mundo.